# Gulosa

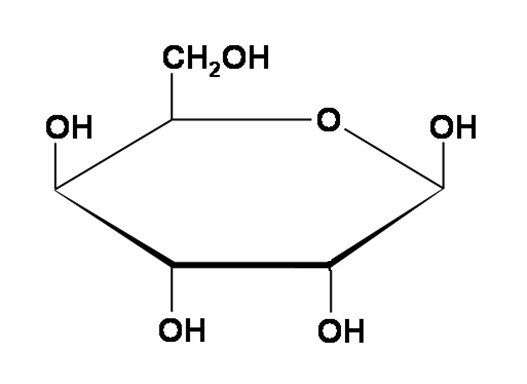
Gelosa.

La Gulosa és monosacàrid rar a la natura, però que s'ha trobat en archaea, bacteris i eucariotes. També existeix com un xarop de gust dolç. És soluble en aigua i lleugerament soluble en metanol. Les dues formes D- i L-no es fermenten pel llevat. La gulosa és un epímer C3 de la galactosa.